# Banadirís
Els banadirís (benadirís) o poble benadirí (banadirí), també coneguts en somali com a reer hamar (somali: reer xamar), són un poble que habita la regió de Banaadir, i especialment les ciutats de Mogadiscio i Merka. Estan emparentats als somalis però descendeixen de comerciants àrabs establerts a la zona vers el segle x i que es van casar amb dones locals.
La major part dels benadirís es dedica al comerç i als negocis en general, i també a la pesca.